# B.93 Fodbold (kvinder)
 Ikke at forveksle med Boldklubben af 1893.
Boldklubben af 1893 Kvinder eller B.93 er en dansk fodboldklub fra bydelen Østerbro, København. Holdet er en del af kvindeafdelingen i Boldklubben af 1893. Klubben spiller i Danmarksturneringens anden bedste række; Kvinde 1. division og har hjemmebane på Østerbro Stadion på Østerbro. Holdets træner er Anders Vang Gylling.
Kvindeholdet har tidligere været optrædende, to gange, i landets bedste række Elitedivisionen, tilbage i 2014-15 og 2018-19-sæsonerne. Begge gange, rykkede holdet ned i 1. division, den efterfølgende sæson.
Holder spiller pt. i Gjensidige Kvindeligaen .

## Stadion
- Navn: Østerbro Stadion
- By: Østerbro, København
- Kapacitet: 4.400 tilskuere
- Adresse: Gunnar Nu Hansens Plads 7, 2100 København Ø Danmark

## Aktuel trup
Oversigten er opdateret til og med 23. juli 2021
| Nr. | Land    | Position | Spiller                      |
| --- | ------- | -------- | ---------------------------- |
| 1   | Danmark | MM       | Emilie Schrøder              |
| 2   | Danmark | FO       | Silje Cassandra Simonsen     |
| 4   | Danmark | MI       | Julie Pauludan Madsen        |
| 5   | Finland | FO       | Freja Lähteenmäki            |
| 6   | Danmark | MI       | Emilie Normann Langhorn      |
| 8   | Danmark | MI       | Josefine Funch               |
| 9   | Danmark | MI       | Karoline Wietz               |
| 10  | Danmark | AN       | Linnéa Borbye                |
| 12  | Danmark | MI       | Frederikke Troldborg         |
| 13  | Danmark | FO       | Nicoline Heilstrup (anfører) |

| Nr. | Land       | Position | Spiller               |
| --- | ---------- | -------- | --------------------- |
| 14  | Danmark    | AN       | Viktoria Einsbor      |
| 15  | Danmark    | FO       | Kristine Lindgaard    |
| 16  | Danmark    | MM       | Ida Tommerup          |
| 18  | Danmark    | MI       | Signe Mertins         |
| 19  | Nigeria    | AN       | Omewa Joy Ogochukwu   |
| 20  | Danmark    | FO       | Sofie Thrige Andersen |
| 21  | Danmark    | FO       | Julie Hemmingsen      |
| 23  | Mozambique | AN       | Lúcia Leila José      |
| 24  | Danmark    | FO       | Freja Løvensfald      |

### Trænerteam
Trænerteamet for 2021-22-sæsonen.
| Stilling               | Navn             |
| ---------------------- | ---------------- |
| Cheftræner             | Rasmus Good      |
| Assistenttræner        | Derk Droze       |
| Målmandstræner         | Frank Petersen   |
| Fysisk træner          | Pelin Bal        |
| Specifiktræner         | Lauritz Smed     |
| Performance Analytiker | Aske Smed        |
| Holdleder              | Peter Hemmingsen |
| Fysioterapeut          | Emil Smed        |